# Juden in den Vereinigten Staaten

Die von Frank Lloyd Wright entworfene Beth-Sholom-Synagoge (konservative Bewegung) im US-Bundesstaat Pennsylvania

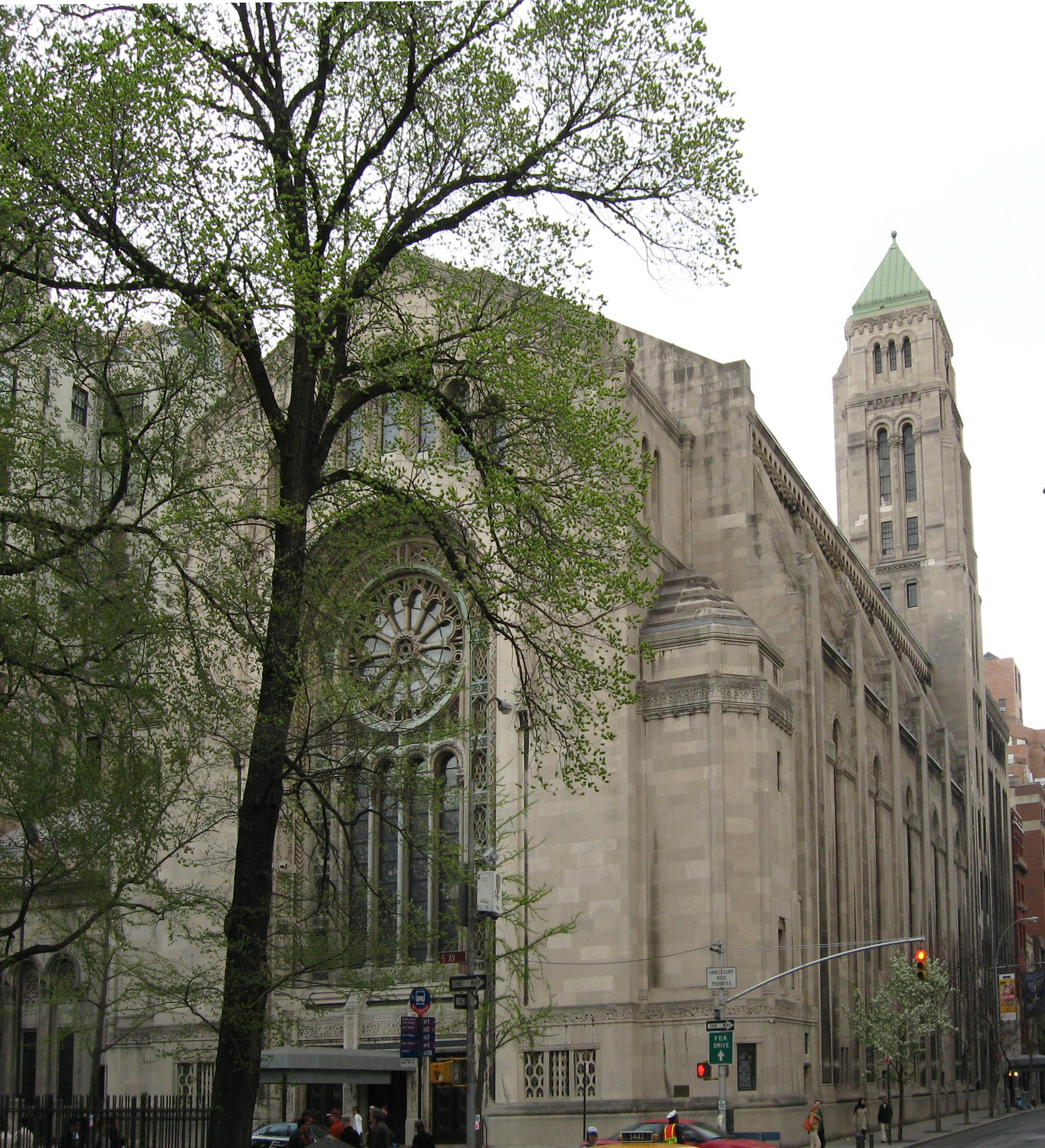
Außenansicht des Temples Emanu El an der Fifth Avenue in New York City, wichtigste und größte Reformgemeinde der Vereinigten Staaten

In den Vereinigten Staaten leben geschätzt zwischen 5,3 und 9 Millionen Juden. In Israel sind es zum Vergleich 6,2 Millionen. Die große Bandbreite zwischen den jeweiligen Angaben ergibt sich aus den jeweils unterschiedlichen Kriterien, nach welchen man Menschen jüdischer Glaubensrichtung respektive Herkunft definiert und zählt. Je nach Zählart leben also die meisten Juden weltweit entweder in den Vereinigten Staaten oder in Israel. Außerdem leben ungefähr 130.000 jüdische Israelis in den Vereinigten Staaten und circa 170.000 amerikanische Juden in Israel.
Obwohl die ersten jüdischen Einwanderer des Kontinents sephardischen Ursprungs waren, rechnet sich heute 90 Prozent der jüdisch-amerikanischen Gesamtbevölkerung den Aschkenasen zu. Vertreten sind in den Vereinigten Staaten alle großen Richtungen des Judentums, von den ultraorthodoxen Haredim über das konservative und liberale bis hin zu einem rein weltlichen Judentum, wobei aber vor allem das liberale Judentum traditionell die stärkste Strömung darstellt.
Im US-Bundesstaat New York lebten im Jahr 2016 zwischen 1,7 und 2 Millionen Juden, oder 9 Prozent der Gesamtbevölkerung. Damit stellte es, noch vor Tel Aviv, den größten Ballungsraum von Menschen jüdischer Herkunft weltweit dar. Dasselbe gilt für New York City, welche ihrerseits auch die Stadt mit der größten Anzahl jüdischer Menschen auf der ganzen Welt ist.

## Geschichte
Nachdem vor allem sephardische Juden bereits im 17. Jahrhundert in den USA ankamen, verstärkte sich die jüdische Einwanderung erst im 19. Jahrhundert erheblich. Seit Anfang des 19. Jahrhunderts wanderten zahlreiche Juden aus Deutschland in die USA aus, darunter viele Kaufleute und Ladenbesitzer. Bis 1880 war die Zahl der Juden in den USA auf 250.000 angewachsen, viele von ihnen gehörten der Mittelschicht an. Wegen der Verfolgung in Teilen Osteuropas erhöhte sich die jüdische Einwanderung in den 1880er Jahren drastisch, viele neue Einwanderer kamen aus Russland und Polen. Über zwei Millionen Juden kamen zwischen Ende des 19. Jahrhunderts und 1924 an, als die Einwanderungsbestimmungen verschärft wurden. Viele dieser Einwanderer ließen sich in New York City und seiner unmittelbaren Umgebung nieder.
Anfang des 20. Jahrhunderts lebten diese neu angekommenen Juden hauptsächlich in den städtischen Einwanderervierteln und schufen ein Netzwerk von Stützpunkten, bestehend aus zahlreichen kleinen Synagogen und aus „Landsmannschaften“ (Vereine von aus dem gleichen Heimatort stammenden Juden). Jüdische amerikanische Autoren drängten in dieser Zeit auf „Assimilation“ und Integration in die breitere amerikanische Kultur und die Juden wurden rasch ein Teil des amerikanischen Alltagslebens. 500.000 amerikanische Juden (die Hälfte aller jüdischen Männer zwischen 18 und 50) kämpften im Zweiten Weltkrieg und nach dem Krieg beteiligten sich jüdische Familien an dem neuen Trend der Suburbanisierung. Dort „assimilierten“ sich Juden in zunehmendem Maße, sowohl hinsichtlich der interreligiösen Ehen mit Nichtjuden, als auch der Tendenz zur Säkularisierung. Gleichzeitig bildeten sich neue Zentren der jüdischen Gemeinden, die Schülerzahl jüdischer Schulen verdoppelte sich zwischen dem Ende des Zweiten Weltkrieges und Mitte der 1950er Jahre, während die Zugehörigkeit zur Synagogengemeinde von 20 Prozent 1930 auf 60 Prozent 1960 anstieg.

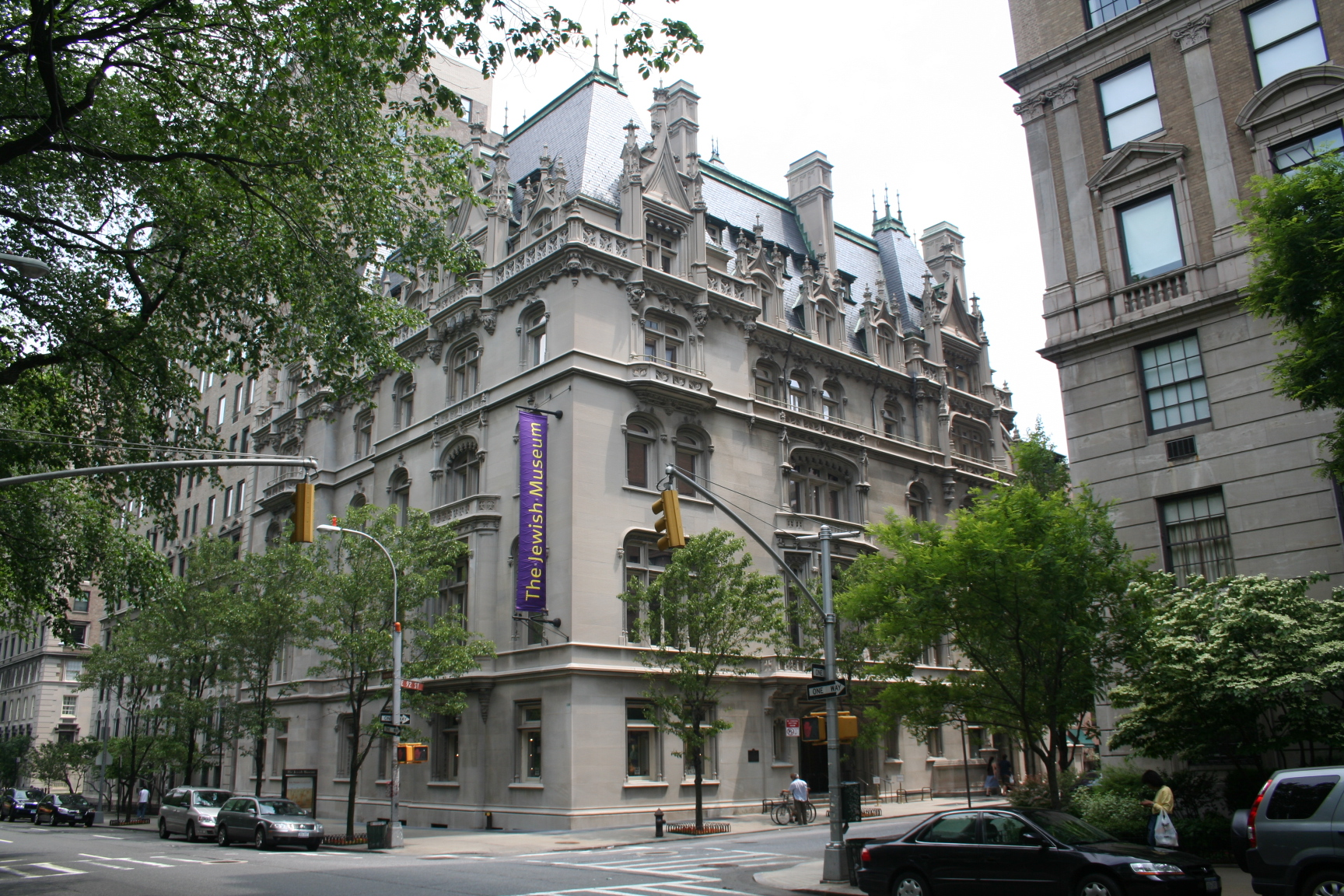
Das Jüdische Museum New Yorks im Warburg-Palais, Upper East Side

## Bevölkerung
Laut US-Volkszählung lebten im Jahr 2000 6,19 Millionen Juden in den USA, weniger als zwei Prozent der Gesamtbevölkerung. Menschen jüdischen Hintergrundes siedelten sich in den USA vor allem in und in der Nähe von Hauptstädten, zunächst im Nordosten und Mittelwesten, in den letzten Jahrzehnten zunehmend auch im Süden und im Westen des Landes an. In absteigender Folge sind die städtischen Agglomerationen mit dem höchsten jüdischen Bevölkerungsanteil aufgelistet:
Greater New York (2.051.000), Miami (498.000), Los Angeles Area (668.000), Delaware Valley (285.000), Chicago (265.000), San Francisco (218.000), Boston (254.000) und Baltimore-Washington, D.C. (166.000).
Die jüdische Gemeinde von Miami hat den höchsten Altersdurchschnitt der US-Gemeinden, da sie vor allem aus Rentnern besteht (was durch die jüngste Zuwanderung von Juden aus lateinamerikanischen Ländern wie Argentinien, Kuba und Brasilien relativiert wird). Weitere Hauptstädte weisen einen hohen jüdischen Bevölkerungsanteil auf, wie Cleveland, Baltimore und St. Louis. Auch Gebiete des Sun Belt bei Florida und Kalifornien (beide Staaten hatten immer bedeutende jüdische Gemeinden) verzeichnen einen deutlichen Zuwachs der jüdischen Bevölkerung. Dazu zählen Houston, Dallas, Phoenix, Charlotte und vor allem Atlanta und Las Vegas. In vielen Städten ist die Mehrheit der jüdischen Familien in die Vorortgebiete gezogen.

### Allgemeine Bevölkerungsentwicklung
Die sozialen und kulturellen Eigenschaften der USA haben den ökonomischen, politischen und gesellschaftlichen Erfolg der amerikanisch-jüdischen Gemeinschaft erleichtert und auch zur „Assimilation“ beigetragen, eine umstrittene und bedeutsame Angelegenheit in der modernen amerikanisch-jüdischen Gemeinschaft. Die hohe Zahl interreligiöser Ehen wird zum einen als problematisch gewertet, insofern das mögliche Schwinden der amerikanisch-jüdischen Gemeinde zur Diskussion steht. Auf der anderen Seite dient es aber auch als Ausgangspunkt, um jeweils für mehr Offenheit im Umgang mit interreligiösen Paaren und für eine lockerere Konversionspraxis zu plädieren. Ganz allgemein wird über Fragen zu religiöser und ethnischer Identität aus dieser Ausgangslage heraus nachgedacht.
Die Zahl der interreligiösen Ehen ist von etwa 6 Prozent 1950 auf etwa 40 Prozent – 50 Prozent im Jahr 2000 angestiegen. Nur etwa ein Drittel der interreligiösen Paare erziehen ihre Kinder in der jüdischen Religion. Zusammen mit der verhältnismäßig niedrigen Geburtenrate der jüdischen Gemeinschaft hat dies zu einer Abnahme von 5 Prozent der jüdischen Bevölkerung der USA in den 1990er Jahren geführt. Zudem ist der Altersdurchschnitt der jüdischen Gemeinschaft höher als der der allgemeinen amerikanischen Bevölkerung.
Allerdings ist die jüdische Erziehung in interreligiösen Familien in Gebieten mit hohem jüdischen Bevölkerungsanteil intensiver, wie in den großstädtischen Bereichen New York City, Los Angeles, Philadelphia, Detroit, Baltimore, Washington, D.C., Chicago und Cleveland (das den höchsten jüdisch-amerikanische Bevölkerungsanteil der kleineren US-Hauptstädte aufweist).
Demgegenüber weisen einige Gemeinden des amerikanischen Judentums, wie die orthodoxen Juden, erheblich höhere Geburtenziffern und niedrigere interreligiöse Eheraten auf und wachsen schnell. Daniel Pipes bemerkte 2005 in einem Essay, der Anteil der jüdischen orthodoxen Synagogenmitglieder sei von 11 Prozent 1971 auf 21 Prozent 2000 gestiegen, während die Gesamtzahl der jüdischen Gemeinden zurückging.

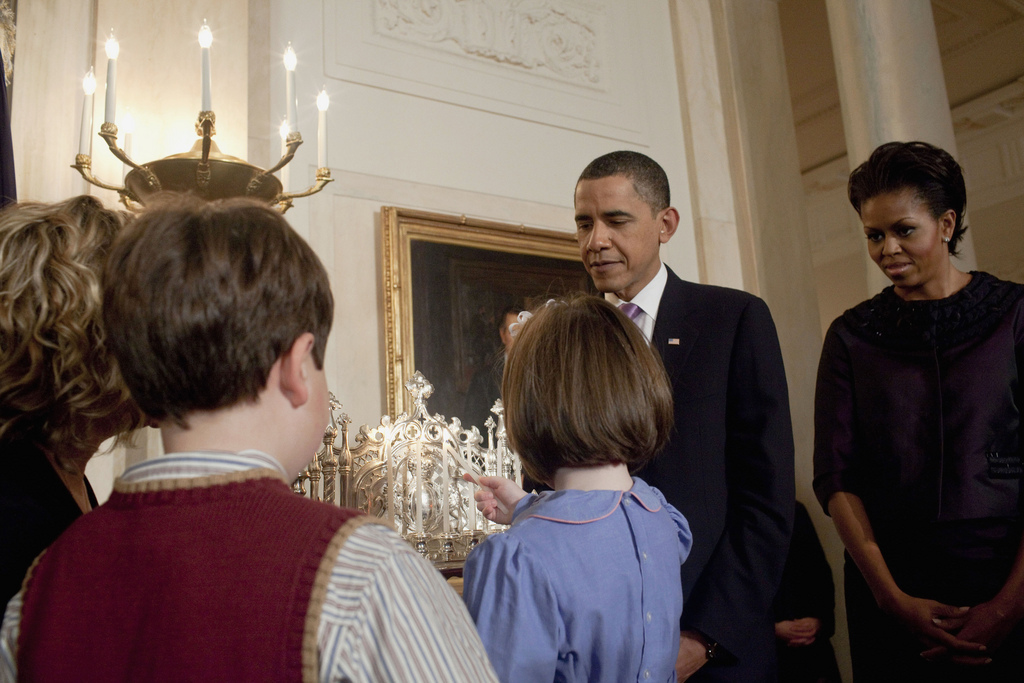
Alljährliche Chanukkah-Zeremonie im Weißen Haus, Präsident Barack Obama, 2009

## Religiöse Statistik
Die jüdische religiöse Praxis in Amerika gestaltet sich vielfältig. Unter den 6 bis 8 Millionen amerikanischen Juden sind über 60 Prozent auf irgendeine Art fest mit dem Judentum verbunden und praktizieren dies vom Pessach-Seder bis hin zum Gebrauch einer Chanukkia.
Unter den Synagogenmitgliedern sind gemäß Zählungen aus dem Jahr 2013 mindestens 38 Prozent Reformjuden, 33 Prozent konservative Juden, 22 Prozent orthodox, 2 Prozent Rekonstruktionisten und 5 Prozent andere. Die Zählung stellte fest, dass Juden im Nordosten und im Mittleren Westen die Religionsvorschriften im Allgemeinen mehr beachten, als Juden im Süden oder Westen. Bei den alljährlichen Pessach-Sedern oder Chanukka-Zeremonien im Weißen Haus, wird die Ausgestaltung der Feste jeweils auch abwechselnd anderen Strömungen innerhalb des Judentums zugetragen.
Früher stellte man in den USA eine Tendenz fest, wonach säkulare Juden ihre Lebensweise nach den religiös orthodoxen Vorschriften neu gestalten, was im allgemeinen Sprachgebrauch mit Baal Teschuwa umschrieben wird. Es ist jedoch nicht klar, wie verbreitet oder demografisch relevant dieses Phänomen ist.

### Reformjudentum

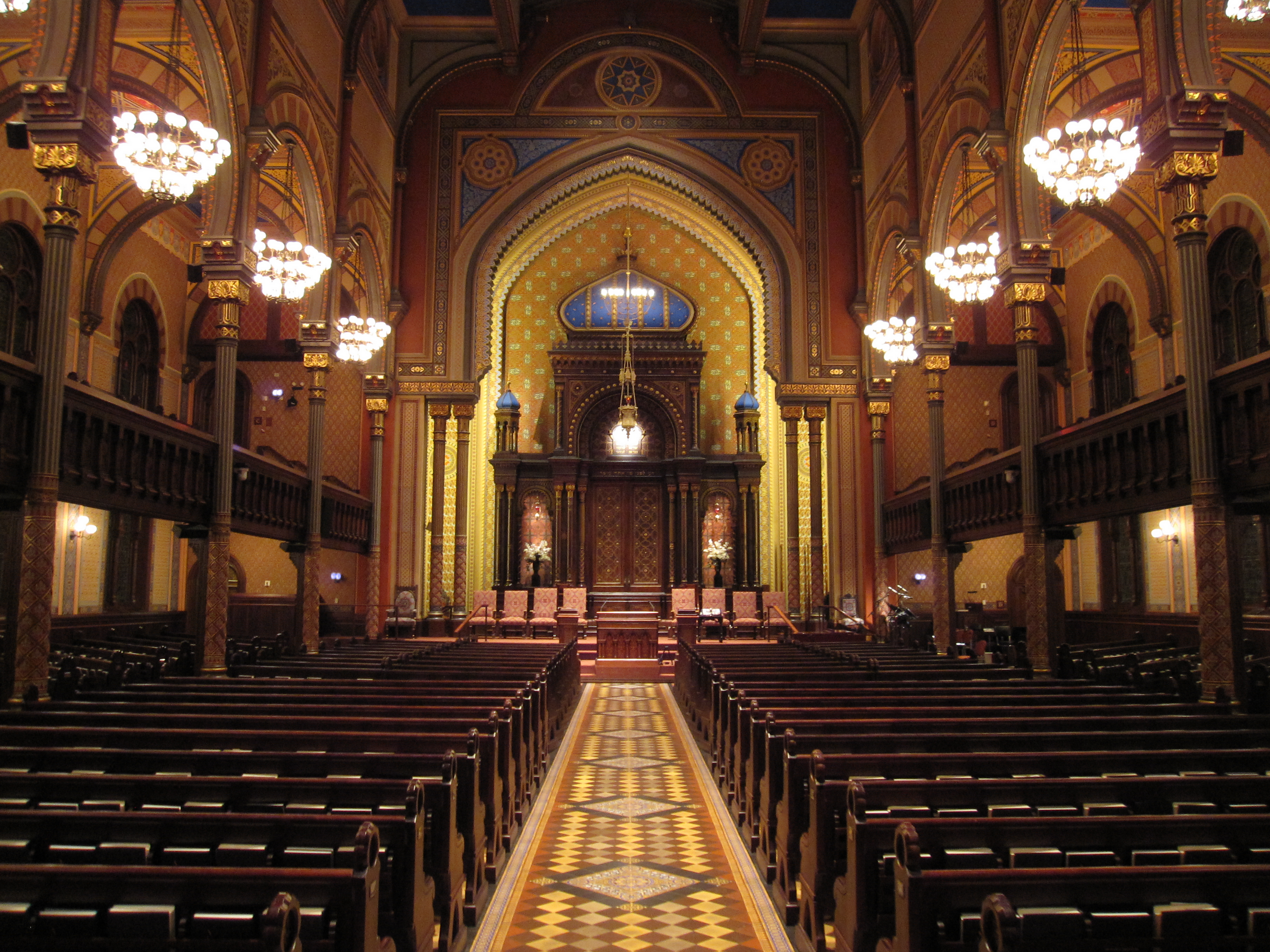
Innenansicht der Central Synagogue, Reformgemeinde in New York City

Heute und auch traditionell stellt das Reformjudentum in den Vereinigten Staaten die Richtung mit den meisten Mitgliedern dar. Die Anfänge der Strömung liegen im Deutschland des 19. Jahrhunderts und wurden unter anderem von den Gelehrten Abraham Geiger, Samuel Holdheim und David Einhorn entwickelt und konzipiert. Entscheidend für diese Richtung ist die Aufteilung der jüdischen Gebote in ethische und rituelle Gesetze sowie die Auffassung, dass die ethischen Gesetze zeitlos und unveränderlich seien, die rituellen Gesetze hingegen verändert werden könnten, um sie dem jeweiligen Lebensumfeld anzupassen. Im Gegensatz zum orthodoxen Judentum geht das Reformjudentum von einer fortschreitenden Offenbarung Gottes in der Geschichte aus. Dabei wird die Offenbarung als ein von Gott ausgehender und durch Menschen vermittelter dynamischer und fortschreitender („progressiver“) Prozess begriffen und nicht als ein einmaliger Akt, bei dem Moses durch Gott wörtlich die Tora („schriftliche Lehre“) sowie alle Auslegungen („mündliche Lehre“, später im Talmud und der Rabbinischen Literatur niedergeschrieben) erhalten hat. Daraus wird die Verpflichtung zur Bewahrung der jüdischen Tradition, aber auch zu ihrer beständigen Erneuerung abgeleitet. Die Texte des Tanachs sind einer historisch-kritischen Erforschung nicht entzogen. Statt auf das Kommen eines persönlichen Messias zu warten, hofft man auf das Anbrechen einer messianischen Zeit.
Die Strömung war zudem innerhalb der Vereinigten Staaten auch die erste, die den Frauen das Studium der Thora erlaubte, und das Rabbineramt auch für Jüdinnen öffnete. Mit Sally Priesand wurde im Jahr 1972 die erste Rabbinerin in der Geschichte der Vereinigten Staaten von Seiten des Reformjudentums ordiniert. Das Reformjudentum charakterisiert sich zusätzlich dadurch, als dass innerhalb der Gemeinde auch exogame Ehen geschlossen werden, und auch Kinder respektive Nachkommen jüdischer Väter als jüdisch definiert und in der Synagogengemeinde als vollwertige Mitglieder aufgenommen werden.

### Konservatives Judentum

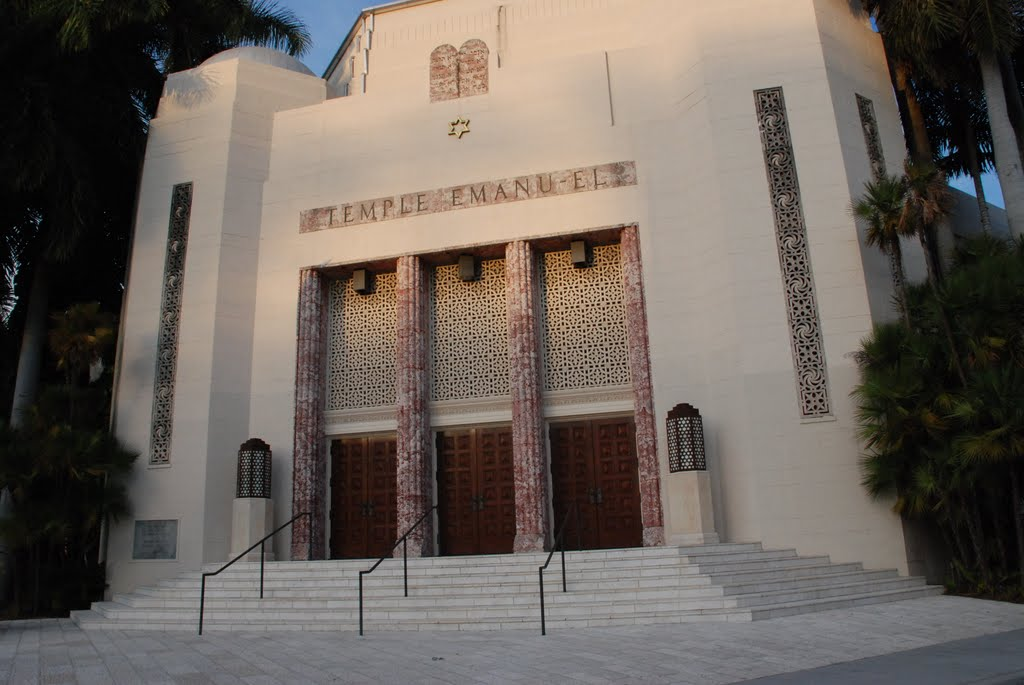
Eingang zur konservativ-jüdischen Gemeinde Emanu-El in Miami

Der Begriff konservatives Judentum (Conservative Judaism) wurde in den USA für eine Bewegung innerhalb des Judentums geprägt, die sich neben dem orthodoxen aus dem Reformjudentum zu einer eigenständigen Denomination abspaltete. In Israel und Europa wird das konservative Judentum „masorti“ (hebräisch für traditionell) genannt. Die hebräische Bezeichnung wird auch außerhalb Israels von einzelnen konservativen jüdischen Gemeinden verwendet, besonders in Großbritannien, aber auch in Deutschland. Es zählt heute, nach dem Reformjudentum, als zweitstärkste Strömung des amerikanischen Judentums. Das konservative Judentum vertritt die Auffassung, dass die Offenbarung der schriftlichen Tora (hebräisch Lehre) und der mündlichen Tora (Mischna und Talmud) nicht von Gott „am Sinai wörtlich“ gegeben, sondern über einen längeren Zeitraum von Menschen gemacht wurde.
Mitglieder der konservativen Bewegung werden angehalten, die Speisegebote und die Ruhevorschriften für den Schabbat einzuhalten, wobei einige Regelungen etwas milder als in der Orthodoxie ausgelegt werden. Konservative Gemeinden halten sich außerdem weitgehend an die traditionell bewahrte Form der Liturgie. Es gibt weitere Unterschiede zur Orthodoxie im Geschlechterrollenverständnis: Außer den neologen Strömungen setzt sich das neue konservative Judentum für eine konsequente Gleichberechtigung von Männern und Frauen ein, das konservative Rabbinerseminar in New York lässt seit 1984 Frauen zum Rabbinerstudiengang zu. Die aus Pennsylvania stammende Amy Eilberg wurde im gleichen Jahr zur ersten weiblichen Rabbinerin der konservativ-jüdischen Strömung ordiniert. In den vergangenen Jahren wurden innerhalb der konservativ-jüdischen Gemeinde Amerikas auch immer wieder Stimmen prominenter Rabbiner laut, die dafür plädierten, dass auch Nachkommen jüdischer Väter in den Synagogengemeinden aufgenommen werden sollten, wobei sich hier anders als beim Reformjudentum jedoch kein breit abgestützter Konsens zugunsten der Patrilinearität abzeichnen konnte, einzelne Synagogengemeinden dennoch auch Kinder jüdischer Väter als gleichberechtigte Mitglieder aufnehmen.

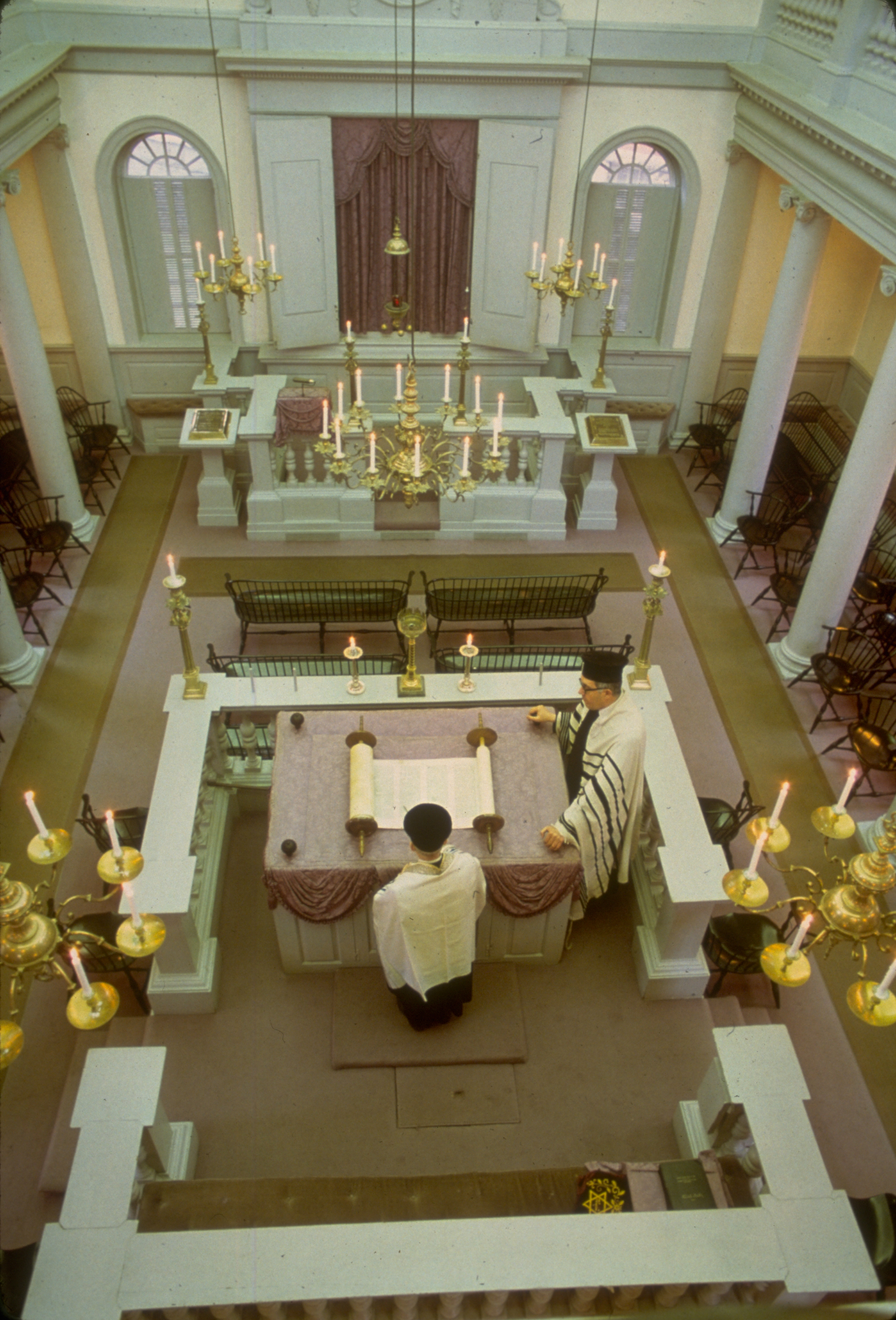
Innenansicht der orthodox-sephardischen Touro-Gemeinde in Newport, Rhode Island

### Orthodoxes Judentum
Das orthodoxe Judentum orientiert sich an der schriftlich und mündlich überlieferten Lehre, die in der Tora und dem Talmud niedergeschrieben ist. Es entwickelt diese Grundlagen in den nachfolgenden Werken des rabbinischen Judentums bis heute weiter. Die ganze Tora gilt im orthodoxen Judentum als maßgebendes Wort Gottes, das aber in der Zeit in seiner Auslegung entwickelt und zunehmend entfaltet wird. Die Autorität der Tora ist prägend für das orthodox jüdische Leben, welches als ein ganzheitlicher Gottesdienst verstanden wird.
Orthodoxe Juden richten ihr Leben nach der Halacha. Neuerungen werden anhand der Halacha, dem jüdischen Gesetz, von den Rabbinern interpretiert. Das orthodoxe Judentum ist dadurch in der Lage, auf Änderungen zu reagieren, ohne an den schriftlich überlieferten Vorschriften selbst etwas zu ändern. Eine besondere Bedeutung haben die konsequente Begehung des Schabbat, die koschere Ernährung, und die Regeln über eheliche Beziehungen (Taharat Hamischpacha).
In den Vereinigten Staaten sind die Zentren des orthodoxen Judentums vor allem in New York City (Brooklyn; Borough Park, Williamsburg und Crown Heights) und in Rockland County, in Upstate New York, zu finden. Insgesamt rechnen sich 13 Prozent aller amerikanischen Juden als orthodox.

## Bildung
Der Statistik nach sind amerikanische Juden im Allgemeinen hinsichtlich der Hochschulausbildung besser ausgebildet als die amerikanische Öffentlichkeit als Ganzes. Demnach haben 55 Prozent der jüdischen Erwachsenen mindestens den Bachelor-Grad, und 24 Prozent einen höheren akademischen Grad. In der allgemeinen Bevölkerung sind etwas über 25 Prozent mit einem Bachelor-Grad und 6 Prozent mit einem höheren akademischen Grad ausgestattet.
Es gibt auch ein lebendiges jüdisches Schulwesen mit einem ausgedehnten Netz jüdischer Schulen, Hochschulen und Universitäten. Jüdische Ausbildung wird im Allgemeinen auch an den Synagogen in Form von hebräischen Ergänzungsschulen angeboten. Zu nennen ist in diesem Zusammenhang unter anderem das Schechter Day School Network, welches von der konservativ-jüdischen Gemeinde Amerikas geleitet wird, und insgesamt 45 Schulen in den Vereinigten Staaten und Kanada betreibt. Insgesamt gibt es in den Vereinigten Staaten 861 jüdische Tagesschulen, die wiederum von circa 255.000 Kindern zwischen dem vierten und zwölften Lebensjahr besucht werden.
Weiter wurde im Jahr 1948 die Privatuniversität Brandeis gegründet, welche zwar interkonfessionell ausgerichtet ist und Studierende aller Nationalitäten, Religionen und politischer Orientierung offensteht, sich dennoch spezifisch auch für die Stärkung der jüdisch-amerikanischen Gemeinschaft einsetzt. Zum anderen ist in New York City die Yeshiva Universität, die interdisziplinär das Studium der Tora und des Talmuds mit den Geistes- und Naturwissenschaften zu vereinen sucht, ansässig.
Bis in die erste Hälfte des 20. Jahrhunderts unterlagen jüdische Studierende an amerikanischen Universitäten oft Quoten-Systemen, welche den Anteil von jüdischen Studenten begrenzen sollten. Somit sank beispielsweise der Anteil jüdischer Studierender an der Harvard School of Medicine zwischen den beiden Weltkriegen von anfangs 30 Prozent auf schließlich 4 Prozent. Im Jahr 1943 wurde der Literaturwissenschaftler Harry Levin zum ersten jüdischen Professor der Harvard-Universität an der Fakultät für Anglistik ernannt, wobei aber der spätere Nobelpreisträger Paul Samuelson im Jahr 1948 von der Fakultät für Wirtschaftswissenschaften nicht als Professor eingestellt wurde. Seit den 1950er gibt es an amerikanischen Universitäten offiziell keine Quoten für Juden mehr, und somit sind im Jahr 2021 beispielshalber 16,9 Prozent aller Studierenden der Yale-Universität und 27,9 Prozent der Harvard-Universität jüdischer Herkunft, während der Anteil an der Columbia-Universität in New York City 16,4 Prozent und an der Cornell University in Ithaca 12,5 Prozent beträgt.
Namhafte jüdische Präsidenten amerikanischer Universitäten waren unter anderem zwischen dem Jahr 1993 und 2012 der Ökonom Rick Levin, Präsident der Yale-Universität, außerdem ab dem Jahr 1994 die Psychologin Judith Rodin, Präsidentin der University of Pennsylvania, der Ökonom Lawrence Summers zwischen dem Jahr 2001 und 2006, Präsident der Harvard-Universität, und Harold Schapiro, zwischen 1992 und 2000 Präsident der Princeton-Universität.
Ungefähr 110 Forscher, Wissenschaftler, Denker, Literaten und Politiker jüdisch-amerikanischer Herkunft sind für ihr Wirken und Schaffen, seit dessen Einführung im Jahr 1901, mit dem Nobelpreis ausgezeichnet worden.

## Jüdisch-amerikanische Kultur
Viele Aspekte der jüdischen amerikanischen Kultur wurden allmählich Teil der allgemeinen Kultur der USA.

### Ernährung
Einige Spezialitäten der jüdischen Küche sind in die amerikanische Leitkultur übernommen worden; wie Bagel und lox (geräucherter Lachs) sowie in geringerem Ausmaß, Corned Beef, Pastrami, Knish und Bialy. Auch Sandwiches und „Pickles“ (Sauergemüse) verdanken ihre heutige Verbreitung vor allem den jüdischen Einwanderern aus Mittel- und Osteuropa. Zunächst wurden diese Lebensmittel als Teil der New Yorker Kultur aufgenommen und dann in ganz Amerika verbreitet. So waren Bagel jahrzehntelang eine Spezialität der jüdischen wie nichtjüdischen New Yorker, haben sich aber bis in die 1980er kaum „westlich des Hudson“ verbreitet. Auch der „Deli“ (auch: „Delicatessen“, eine Kombination aus koscherem Lebensmittelgeschäft und Schnellimbiss), den man vor allem in Großstädten findet, ist eine Institution, die auch von nicht-jüdischen Amerikanern gern besucht wird.

### Sprache
Obgleich das Gros der amerikanischen Juden englischsprachig ist, sind viele chassidische Juden noch mit dem Jiddischen aufgewachsen. Einst Muttersprache von Millionen in die USA eingewanderter europäischer Juden, hat das Jiddische einen gewissen Einfluss auf das amerikanische Englisch ausgeübt. Folgende Beispiele wurden etwa dem Jiddischen entlehnt: Chuzpe („Unverschämtheit“, „Frechheit“), nosh („Imbiss“ von deutsch: naschen), schlep („schwer tragen“) oder schmock („Dummkopf“).
Viele amerikanische Juden studieren auch Hebräisch, die Sprache der meisten jüdischen Erbauungsliteratur, des Tanach (Bibel), des Siddur (Gebetbuch) und des modernen Staates Israel. Einige amerikanische Gemeinden von iranischen Juden, vornehmlich die große Gruppe in und um Los Angeles, Kalifornien und Beverly Hills, sprechen hauptsächlich persisch zu Hause und im Gottesdienst und lesen persische Zeitungen.
In den 1970er Jahren und später wiederum in den 1990er Jahren, wanderte eine hohe Anzahl von Juden aus der Sowjetunion in die USA ein. Diese Juden neigen dazu, in ihren eigenen Gemeinden zu leben, besonders in und um Los Angeles, Washington D. C. und besonders New York City (am bekanntesten: Brooklyn, nahe Brighton Beach). Als eine Gruppe, die weitaus weltlicher orientiert sind als andere amerikanische Juden, sprechen sie denn etwa auch Russisch als Muttersprache.

## Einrichtungen jüdisch-amerikanischer Persönlichkeiten

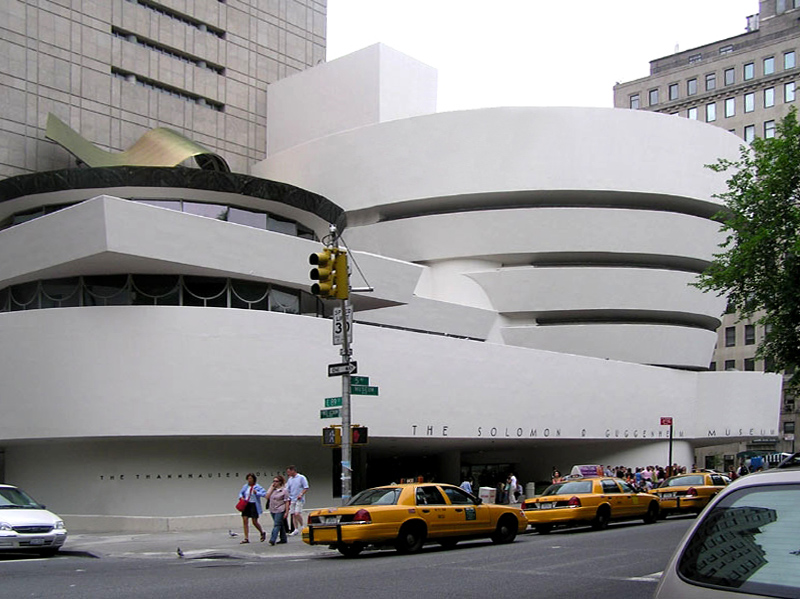
Das Solomon R. Guggenheim Museum in New York City
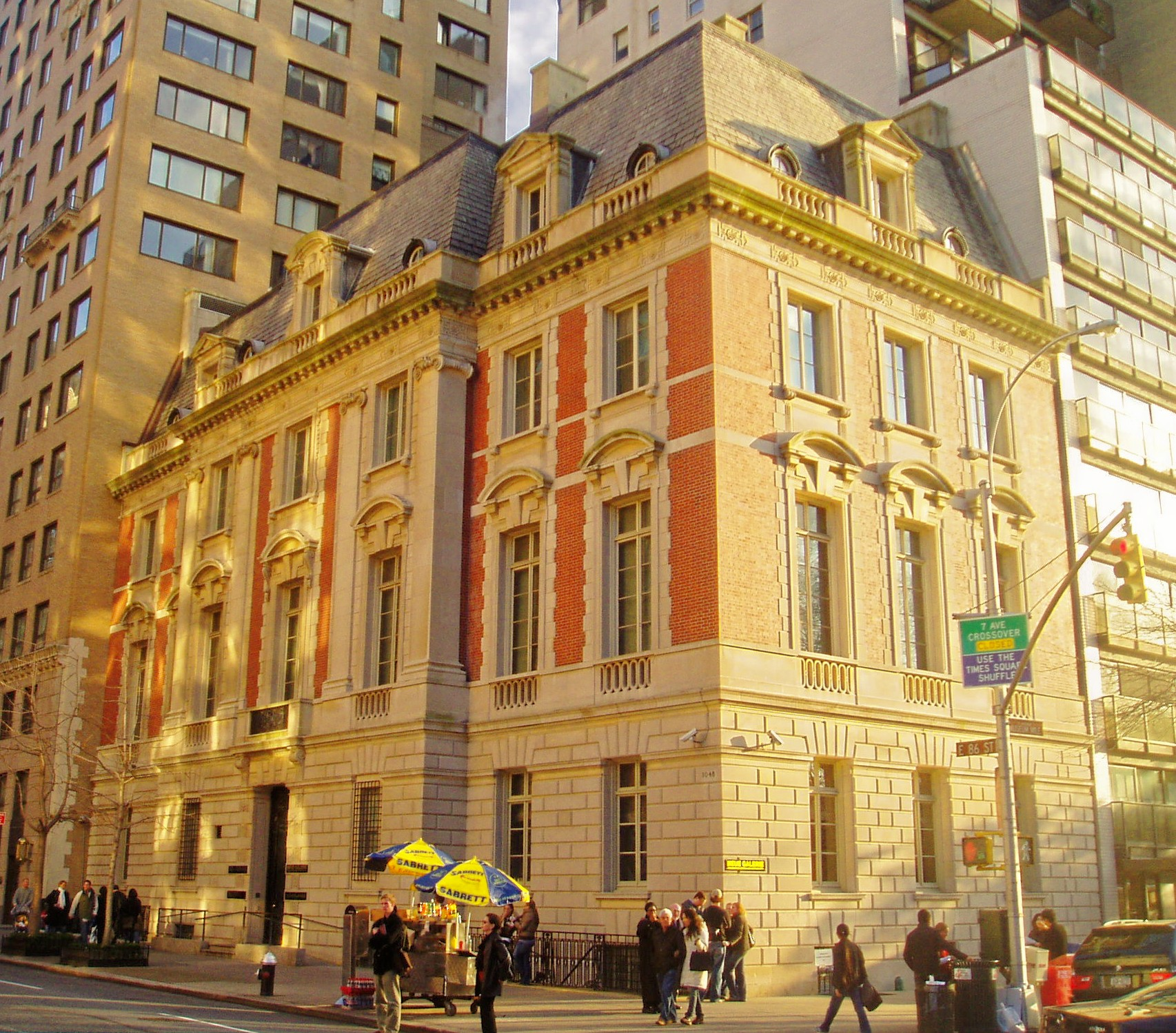
Die von Ronald S. Lauder ins Leben gerufene Neue Galerie in New York City
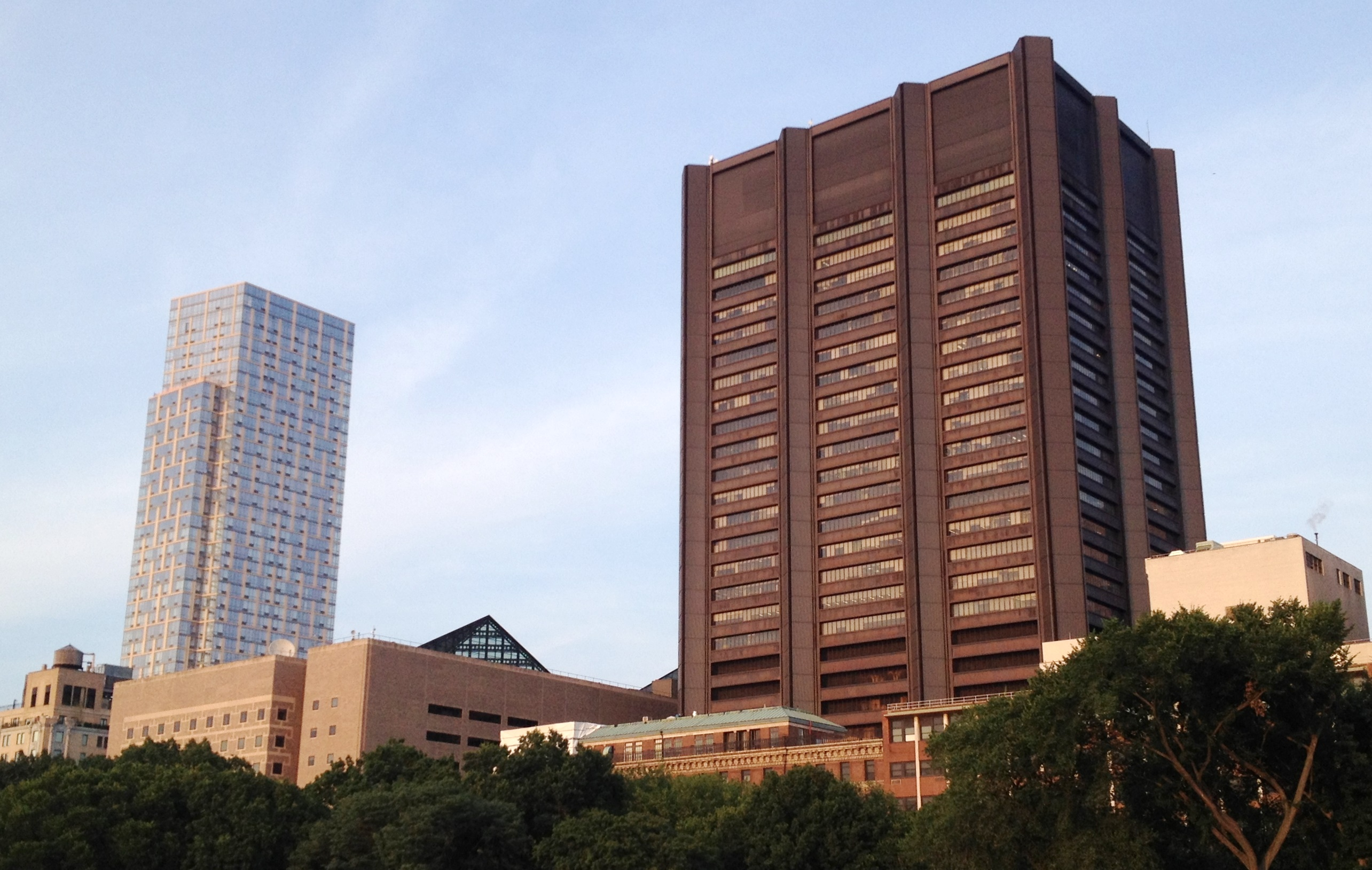
Das Mount Sinai Hospital in New York City (Central Park)
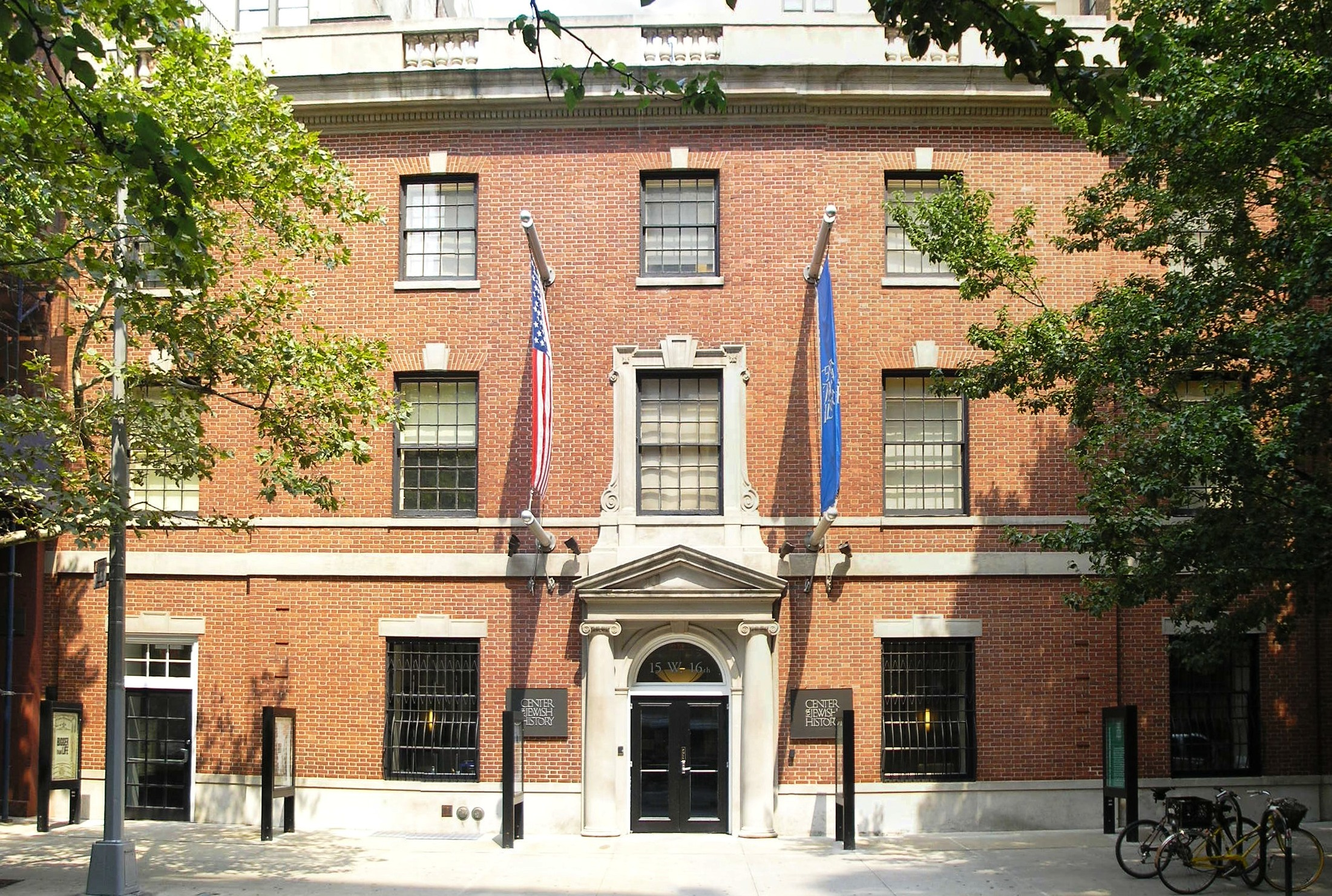
Das Zentrum für Jüdische Geschichte (Leo Baeck Institut) an der Columbia-Universität
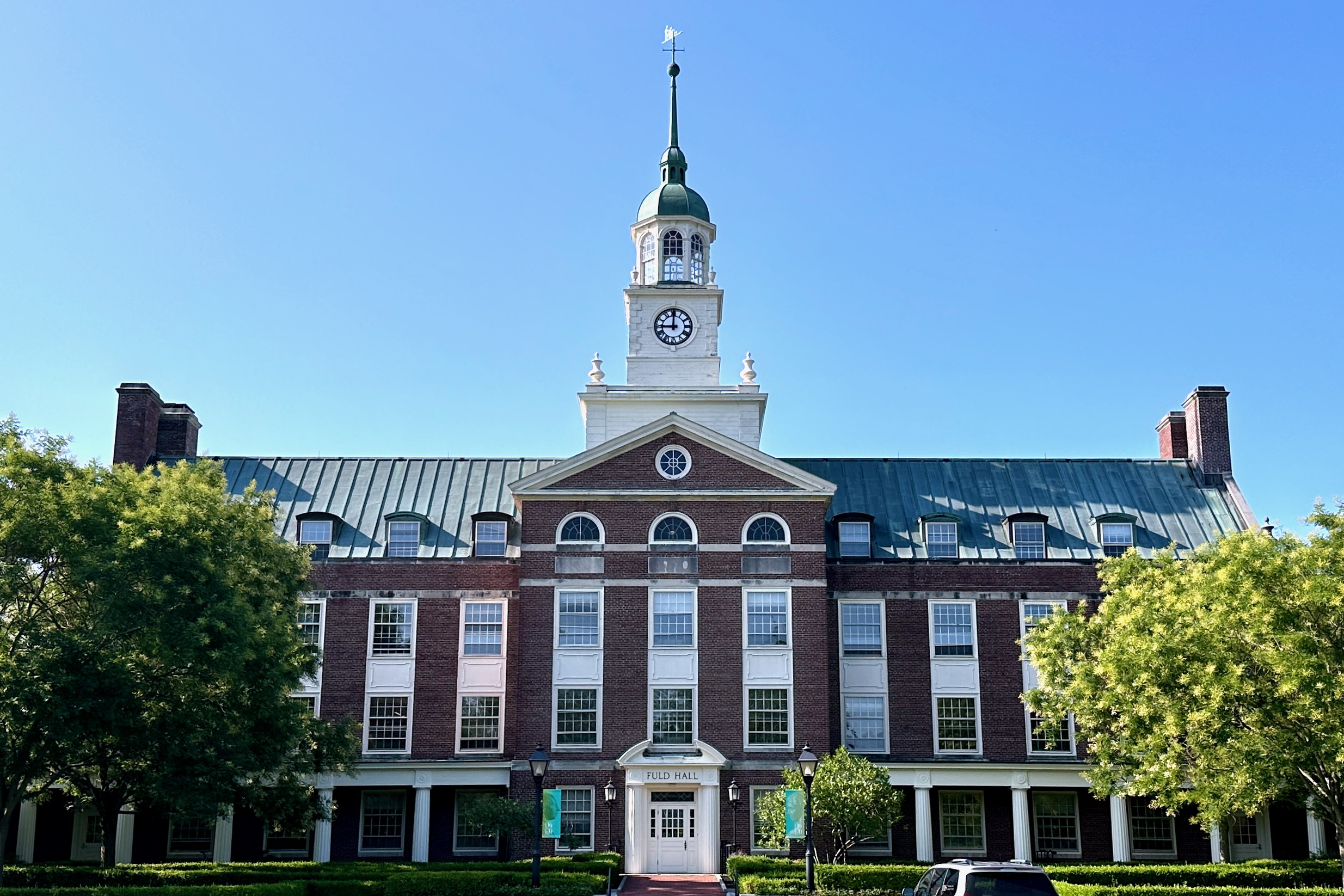
Das Institute for Advanced Study in Princeton, New Jersey

## Verteilung jüdischer Amerikaner

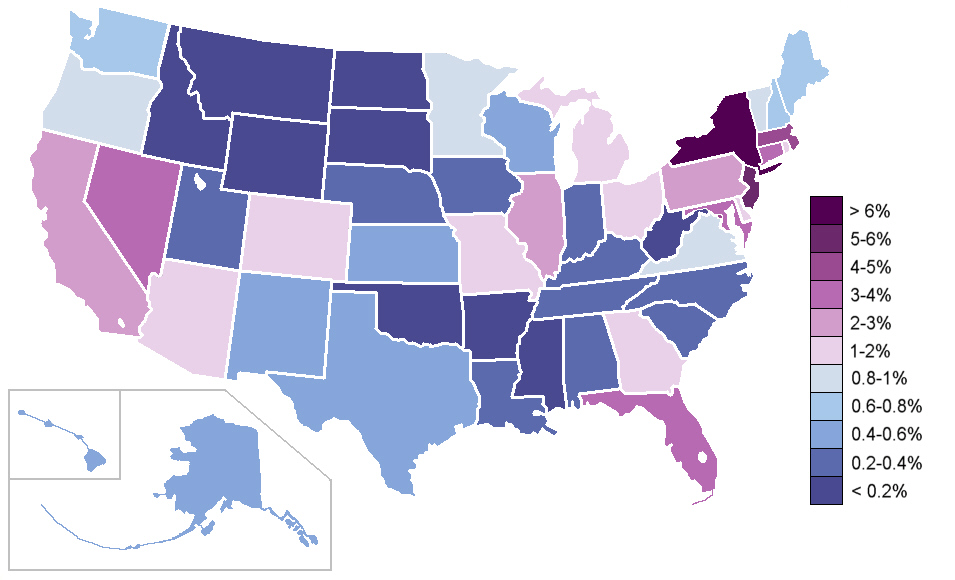
Anteil der jüdischen Bevölkerung in den US-Bundesstaaten

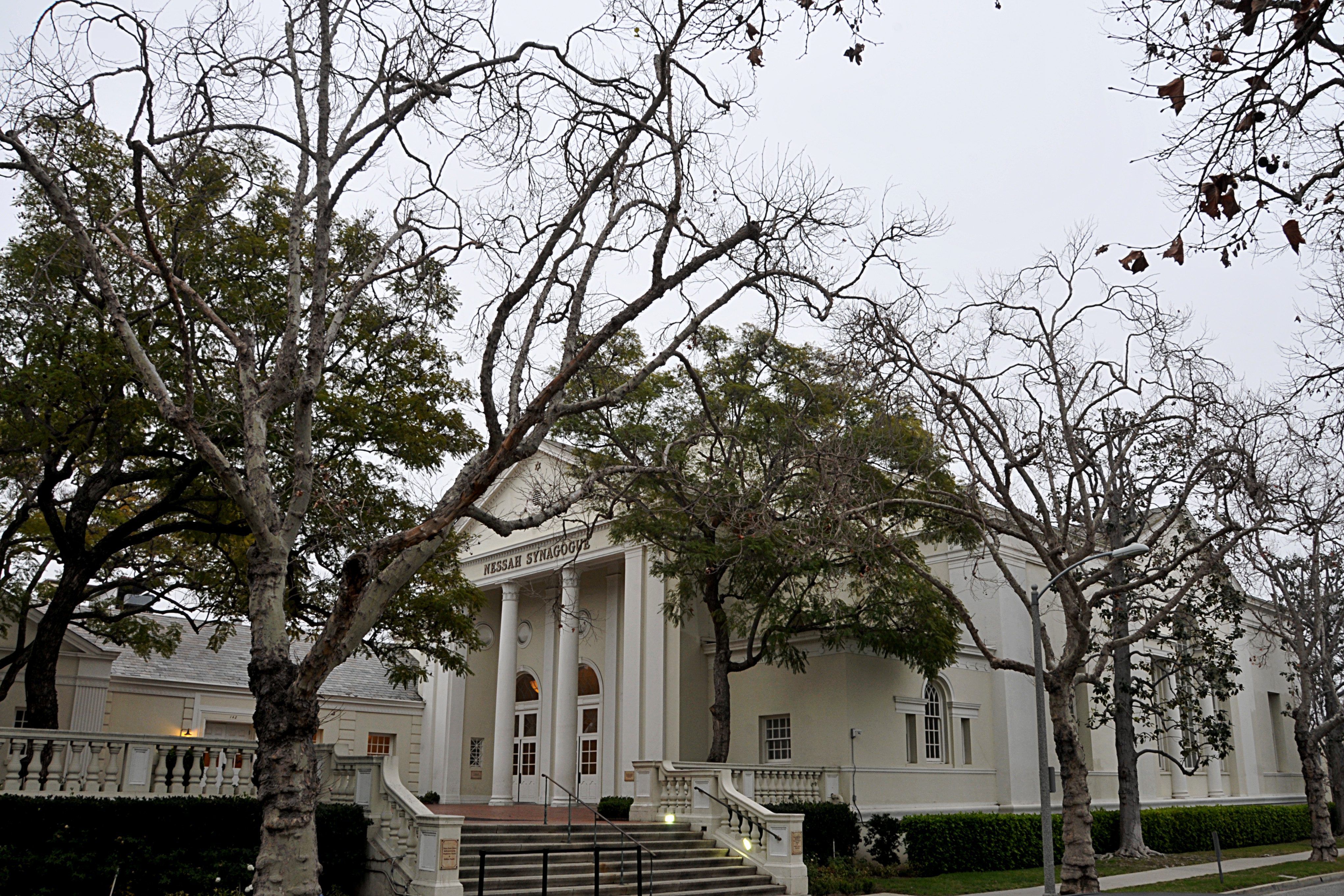
Die Nessah-Synagoge in Beverly Hills, größte Gemeinde iranischer Juden weltweit